# Hranice (Přerov)
Hranice (tjekkisk udtale: [ˈɦraɲɪtsɛ]; tysk: Weißkirchen  eller Mährisch Weißkirchen) er en by i distriktet Přerov  i regionen Olomouc i Tjekkiet med omkring 18.000 indbyggere. Den historiske bymidte er velbevaret og er beskyttet ved lov som en urban monumentzone . Byen er kendt for ferskvandsgrotten Hranice Abyss.

## Inddeling
Hranice består af ni bydele og landsbyer:
 Město, Lhotka, Velká, Drahotuše, Rybáře, Valšovice, Slavíč, Středolesí,
og Uhřínov
Středolesí og Uhřínov udgør en eksklave af det kommunale område.

## Etymologi
Navnet Hranice betyder bogstaveligt talt "grænse". Det kaldes undertiden Hranice na Moravě ("Hranice i Mähren") for at skelne fra andre steder med samme navn.

## Geografi
Hranice ligger omkring 22 km  nordøst for Přerov og 33 km  øst for Olomouc. Den ligger hovedsageligt  i lavlandet Den mähriske port. Eksklaven for kommunens område ligger i bjergkæden Nízký Jeseník og indeholder det højeste punkt i Hranice, som er bakken Studená på 626 m over havets overflade. Floden Bečva  løber gennem byen.
Den dybeste skaktgrotte i Tjekkiet, Hranice Abyss med en dybde på 473,5 meter, ligger ved byen. Med en vanddybde på 404 meter er den også den dybeste oversvømmede afgrund i verden.

## Historie
Den første skriftlige omtale af Hranice er i et forfalsket dokument fra 1169. Ifølge de troværdige kilder eksisterede Hranice allerede i slutningen af det 12. århundrede. I 1276 blev Hranice en by. Fra 1420'erne blev byen en ejendom af familien Cimburk, og fra 1499 en ejendom af familien Pernštejn. I 1500- og 1600-tallet skiftede godset ofte ejere.
Indtil 1918 var Hranice en del af Østrig-Ungarn i distriktet med samme navn, en af de 34 Bezirkshauptmannschaften i Mähren.
I Østrig-Ungarns dage, i mellemkrigstiden i Tjekkoslovakiet, og under kommunisttiden var byen hjemsted for et stort militærakademi. Bemærkelsesværdige kandidater omfatter ærkehertug Wilhelm af Østrig og Herman Potočnik.